# Klasická trojkoruna
Klasická trojkoruna, hovorově též jen Trojkoruna, je označení pro tři klasické dostihy, tvořící vrchol výkonnostních zkoušek pro tříleté anglické plnokrevníky. V Česku ji v rámci rovinových dostihů tvoří Velká jarní cena, České derby a St. Leger.

## Klasická trojkoruna v Česku
V současné době tvoří českou rovinovou Klasickou trojkorunu trojice dostihů, lišících se délkou trati. Všechny tři se konají na závodišti v Praze-Velké Chuchli. První je Velká jarní cena na 1600 m, která se běhá v květnu a kůň při ní musí prokázat, že je dobrý sprinter. Na konci června se běží České derby, vrchol rovinové sezóny na 2400 m, při kterém musí kůň prokázat vytrvalecké vlohy. Poslední část Trojkoruny, St. Leger, se koná koncem září a je to „supervytrvalecký“ dostih na 2800 m. Vzhledem k tomu, že forma mladého tříletého koně se během roku mění a vzhledem k rozdílné délce trati, kladoucí velké nároky na univerzálnost koně, je zisk Klasické trojkoruny vždy významnou událostí. V naší historii se to povedlo jen sedmi koním, všem po druhé světové válce a třem po roce 1990. Tři z těchto sedmi vítězů trénoval František Holčák, v jehož tréninku byl i Ray of Light, kterému v roce 1999 unikla Klasická trojkoruna prohrou v St. Legeru po tuhém boji o nos, přičemž až do zveřejnění výsledků komisí rozhodčích mnozí diváci věřili, že ji získal. V sedle vítěze Trojkoruny se mohou vystřídat tři různí jezdci, protože se nebere v potaz, zda koně jezdí stálý jezdec, či zda se majitel či trenér rozhodnou jezdce měnit.
Velká jarní cena (1600 m)
České derby (2400 m)
St. Leger (2800 m)

## Vítězové české (do roku 1993 československé) Klasické trojkoruny
| Rok  | Kůň               | Majitel                    | Trenér           |
| ---- | ----------------- | -------------------------- | ---------------- |
| 2009 | AGE OF JAPE (POL) | Bača Palkovice             | František Holčák |
| 2001 | TRIBAL INSTINCT   | Ray Racing                 | František Holčák |
| 1996 | GLOWING           | Kora L.S.                  | František Holčák |
| 1988 | ARVA              | PP Topoľčianky             | František Vítek  |
| 1956 | BLYSKAČ           | St. žrebčín Horné Motešice | František Hurban |
| 1954 | SYMBOL            | Žr. Prešov                 | Karel Truhlář    |
| 1947 | PANOŠ             | stáj A.P.                  | Josef Celler     |

## Trojkoruna ve Velké Británii
Ve Spojeném království Velké Británie a Severního Irska se Klasická trojkoruna skládá z následujících tří dostihů. 
- The 2.000 Guineas Stakes, délka trati 1 míle (1609 m), dostihové závodiště v Newmarketu v hrabství  Suffolk

- The Epsom Derby, délka trati 1 míle 4 furlongy a 10 yardů (2423 m), dostihové závodiště Epsom Downs v Epsomu v hrabství Surrey

- The St. Leger Stakes, délka trati 1 míle, 6 furlongů a 132 yardů (2937 m), dostihové závodiště Town Moor v Doncasteru v hrabství Yorkshire

| Rok  | Vítěz           | Jezdec         | Trenér            | Majitel                                 |
| ---- | --------------- | -------------- | ----------------- | --------------------------------------- |
| 1853 | West Australian | Frank Butler   | John Scott        | John Bowes                              |
| 1865 | Gladiateur      | Harry Grimshaw | Tom Jennings, Sr. | Frédéric de Lagrange                    |
| 1866 | Lord Lyon       | Harry Custance | James Dover       | Richard Sutton                          |
| 1886 | Ormonde         | Fred Archer    | John Porter       | Hugh Grosvenor, 1st Duke of Westminster |
| 1891 | Common          | George Barrett | John Porter       | Sir Frederick Johnstone                 |
| 1893 | Isinglass       | Tommy Loates   | James Jewitt      | Harry McCalmont                         |
| 1897 | Galtee More     | Charlie Wood   | Sam Darling       | John Gubbins                            |
| 1899 | Flying Fox      | Morny Cannon   | John Porter       | Hugh Grosvenor, 1st Duke of Westminster |
| 1900 | Diamond Jubilee | Herbert Jones  | Richard Marsh     | Edward, Prince of Wales                 |
| 1903 | Rock Sand       | Danny Maher    | George Blackwell  | Sir James Miller                        |
| 1915 | Pommern         | Steve Donoghue | Charles Peck      | Solomon Joel                            |
| 1917 | Gay Crusader    | Steve Donoghue | Alec Taylor, Jr.  | Alfred W. Cox                           |
| 1918 | Gainsborough    | Joseph Childs  | Alec Taylor, Jr.  | Lady James Douglas                      |
| 1935 | Bahram          | Freddie Fox    | Frank Butters     | Aga Khan III.                           |
| 1970 | Nijinsky        | Lester Piggott | Vincent O'Brien   | Charles W. Engelhard, Jr.               |

## Irsko
V Irsku tvoří Klasickou Trojkorunu dostihy, které se běhají na jediném závodišti v Curraghu.
- The Irish 2,000 Guineas
- The Irish Derby Stakes
- The Irish St. Leger